# 大宮久
大宮 久（おおみや ひさし、1943年6月9日 - ）は、日本の経営者。宝酒造社長を務めた。京都府京都市出身。

## 経歴
1966年に同志社大学商学部を卒業し、アメリカのノースウエスタン大学での留学を経て、宝酒造に入社。1974年5月に取締役に就任し、1982年6月に常務、1988年6月に専務を経て、1991年6月に副社長に就任し、1993年6月には社長に昇格。2002年4月には宝ホールディングス社長に就任し、2012年6月には会長に就任。
2015年11月に旭日中綬章を受章。2023年5月に食料産業特別貢献大賞受賞。
宝酒造杯 囲碁クラス別チャンピオン戦の主催の功績により、日本棋院から第44回大倉喜七郎賞を受賞した。